# Steirachne
Steirachne  es un género de plantas herbáceas,  perteneciente a la familia de las poáceas. Es originario de Brasil.

## Especies
- Steirachne barbata
- Steirachne diandra
- Steirachne pilosa